# Ryuhei Oishi
Ryuhei Oishi (大石 竜平 Oishi Ryuhei?, Shizuoka, 21 de enero de 1997) es un futbolista japonés que juega como delantero en el Blaublitz Akita.

## Trayectoria
En 2019 se unió al Zweigen Kanazawa de la J2 League.

## Clubes
| Club             | País  | Año       |
| ---------------- | ----- | --------- |
| Zweigen Kanazawa | Japón | 2019-2023 |
| Blaublitz Akita  | Japón | 2024-     |